# 阿爾德茨

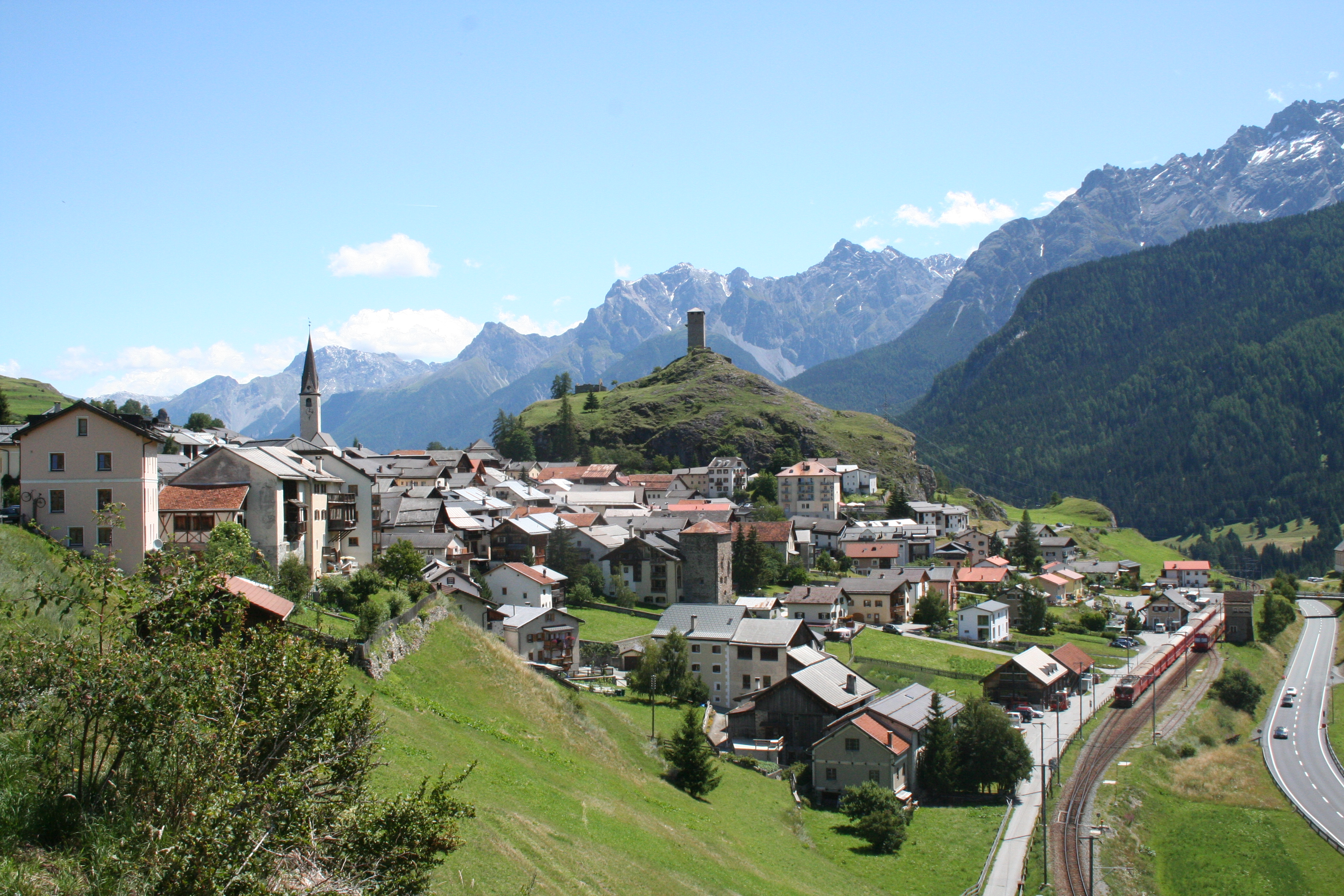

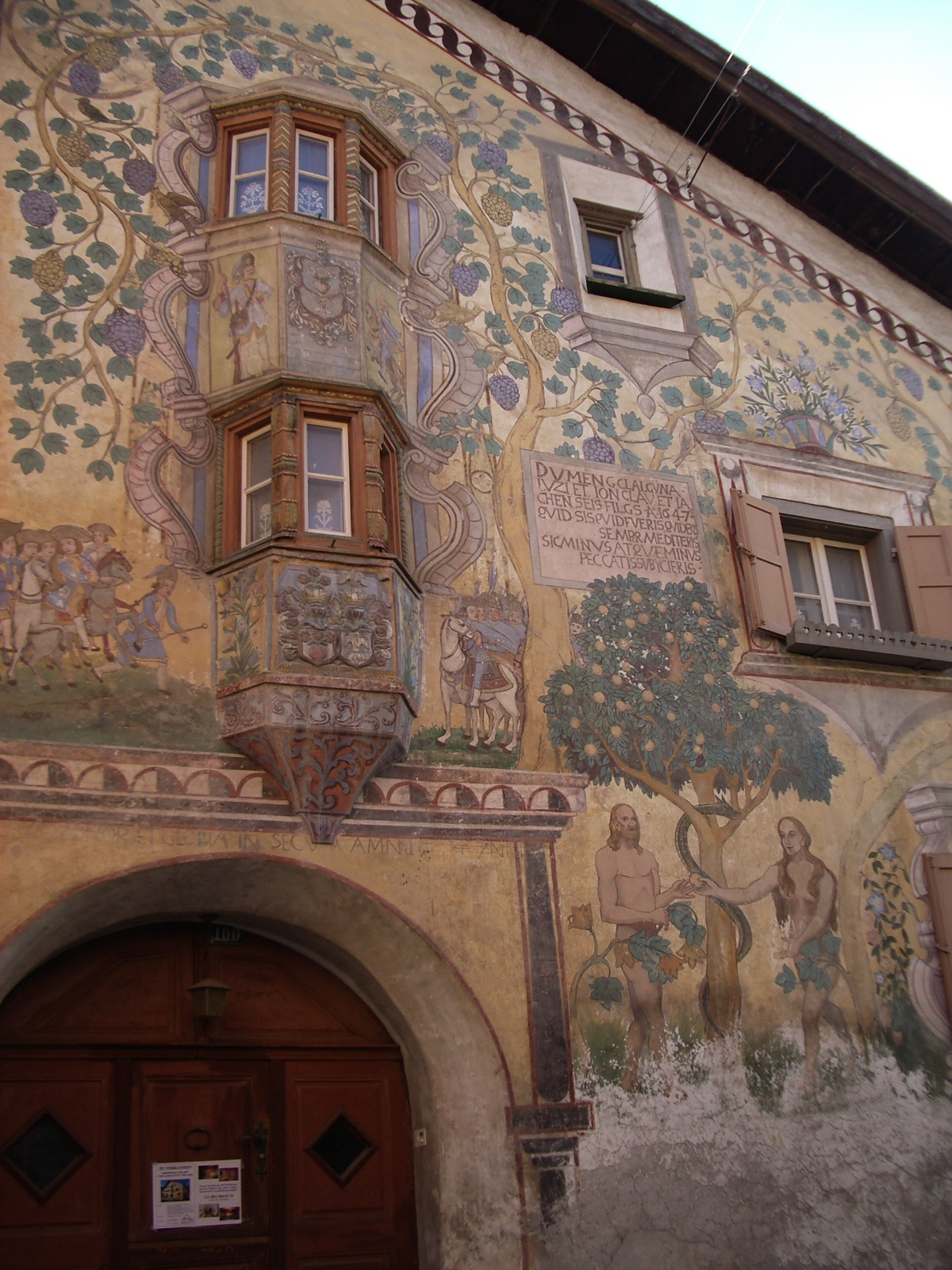

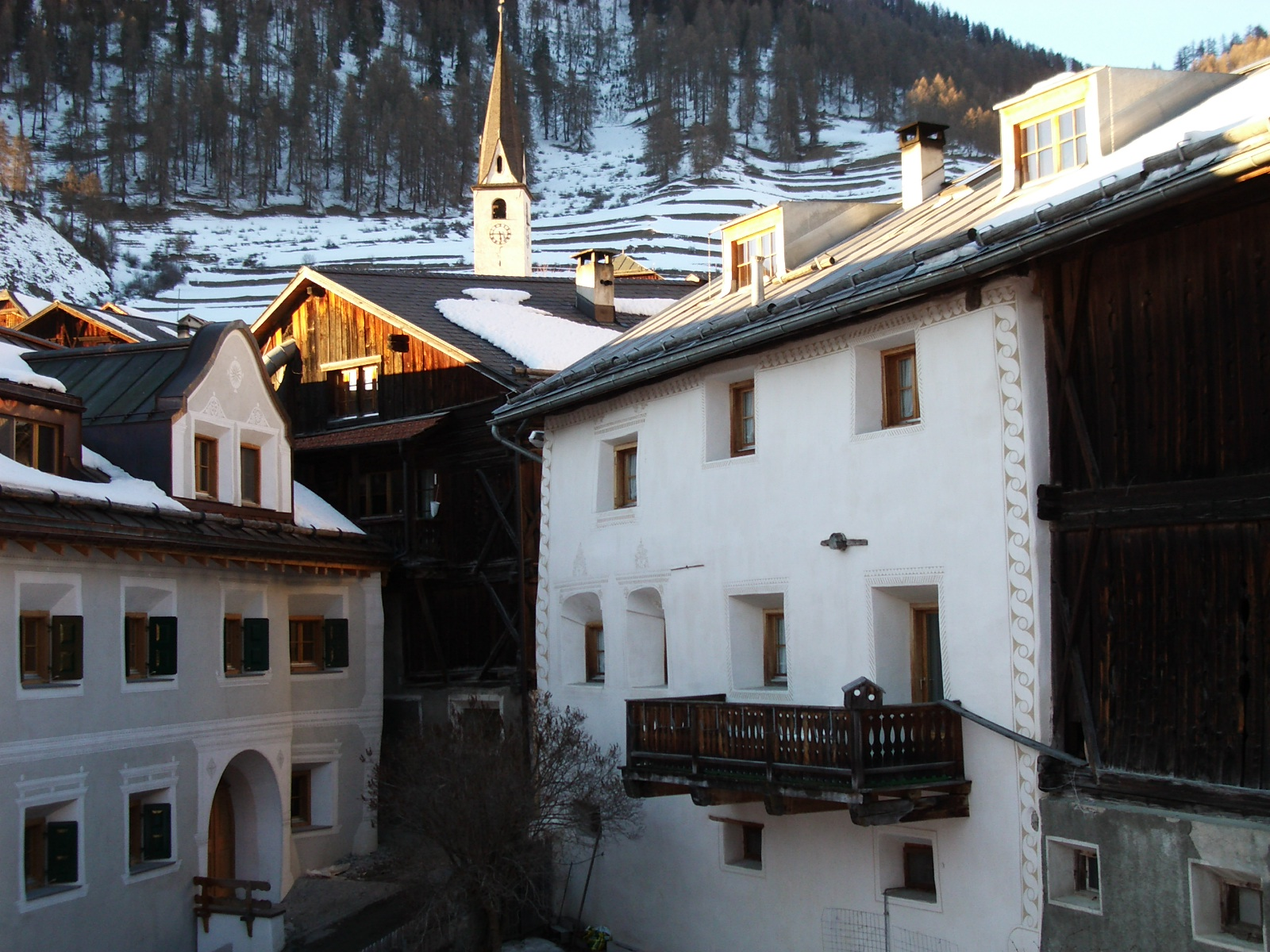

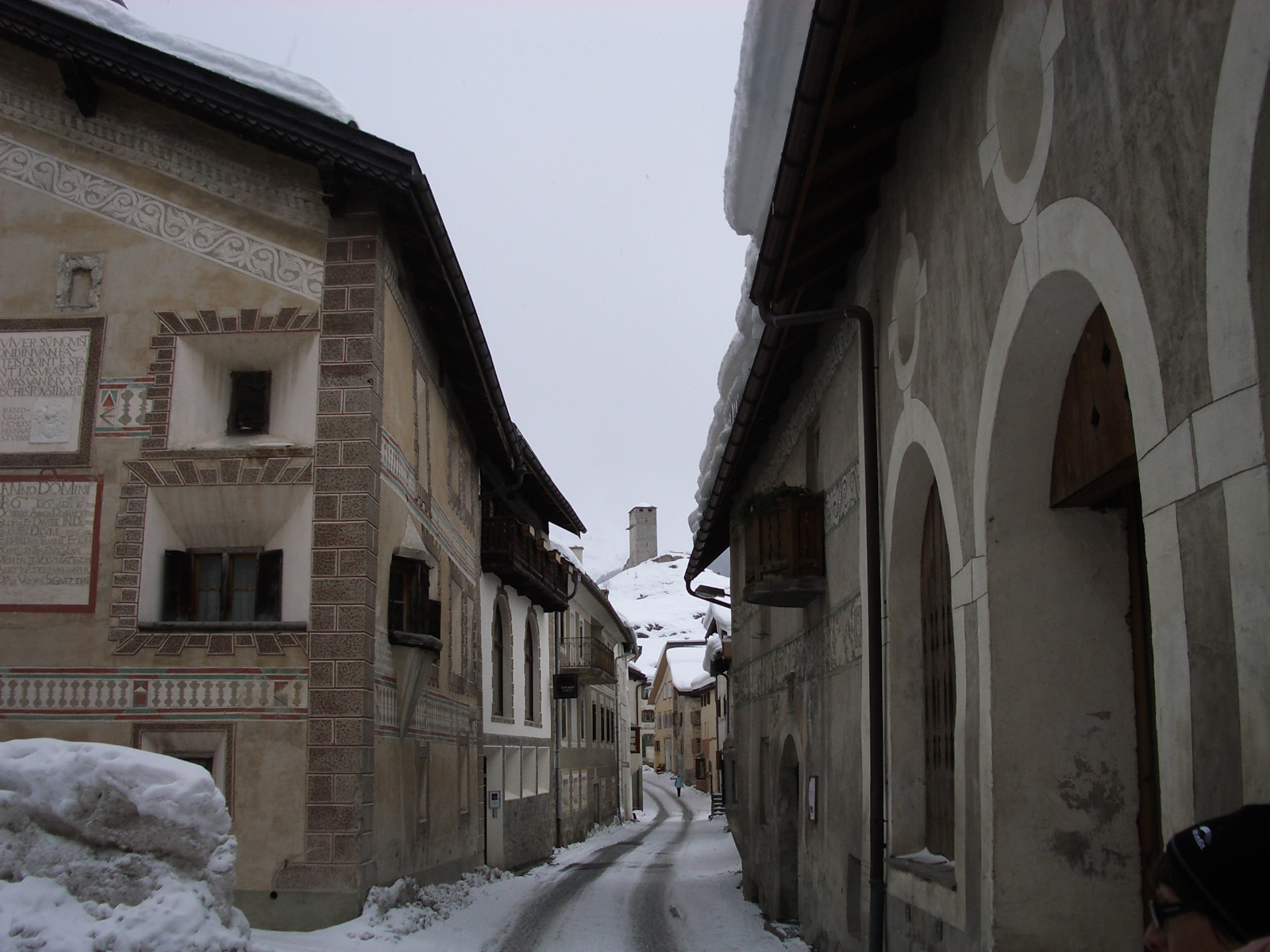

阿爾德茨是瑞士的城鎮，位於該國東部，由格勞賓登州負責管轄，面積61.39平方公里，海拔高度1,467米，2011年人口428，人口密度每平方公里7人。

## 外部連結
- Official website （页面存档备份，存于）
- Pictures of Ardez[永久]